# Каганович, Израиль Моисеевич
Израиль Моисеевич Каганович (1884—1973) — начальник Главного управления по заготовке скота Министерства молочной и мясной промышленности СССР.
Родился в деревне Кабаны, Радомысльский уезд, Киевская губерния, в бедной еврейской семье. Отец — Моисей (по другим данным Моше) Беньович Каганович, работал на смоляно-дегтярном заводе (по данным Р. А. Медведева, был прасолом), мать — Геня Иосифовна Дубинская (1860—1933). Брат М. М. Кагановича, Ю. М. Кагановича, Л. М. Кагановича, А. М. Кагановича. Сестра, Рахиль Моисеевна Каганович (в замужестве Лацман), жила с мужем в Чернобыле и умерла в 1926; похоронена в Киеве. Был женат на Иде Яковлевне Вайсберг (1890—1973).
С малых лет работал на лесозаготовках. Стал заместителем начальника Главного управления по заготовке скота Министерства молочной и мясной промышленности СССР, а затем его возглавил. В Великую Отечественную войну был уполномоченным продовольственных отделов ряда фронтов.